# 驾驶我的车
是2021年上映的日本剧情片，由滨口龙介执导编剧、西島秀俊主演，改编自日本作家村上春树2014年短篇故事集《沒有女人的男人們》中收錄的同名故事。本片是近年來最受國際關注的日本電影之一，獲第74屆坎城影展最佳劇本獎、第79届金球奖最佳外語片，在第94届奥斯卡金像奖獲得最佳影片、最佳导演、最佳改编剧本、最佳国际影片四項大獎提名，成為首部入圍奧斯卡最佳影片的日本電影，濱口龍介則是第三位入圍奧斯卡最佳導演的日本導演，並以四項提名與黑澤明執導的《亂》（1985年）並列獲得最多奧斯卡提名的日本電影，最終獲頒發最佳国际影片，是時隔十三年後再有日本電影獲頒此獎項。2023年3月，本電影在第16屆亞洲電影大獎榮獲最佳電影。

## 剧情概要
家福悠介（西島秀俊 飾）是舞台剧演员，妻子音（霧島麗香 飾）是电影编剧。两人都喜欢讲故事，因此经常在性爱过程中想故事。他们的女儿四歲時因肺炎撒手人寰，自此成為悠介與音夫妻關係中一個未癒的傷口，二人亦因此決定不再生育。悠介意外地目睹音与合作过的人气偶像高槻耕史（岡田將生 飾）在家中偷情，但他没有向妻子过问。一天悠介深夜回家，看到音倒在地上，脑出血死亡。家福在妻子葬礼上看到耕史，但沒有跟他说话。
两年后，悠介在广岛一家剧院驻场表演，为期两个月，同时在当地执导知名劇作家契诃夫的劇碼《万尼亚舅舅》的多语言改编版，是一部实验性作品。他在离剧院一小時车程的地方租了房子，方便自己用妻子生前给他录制的录音带，在上下班途中排练。因以前有外聘演員駕駛時發生意外影響演出，劇場公司特意為悠介安排司机渡里美咲（三浦透子 飾）接送他，悠介先是有点犹豫，之后考验了美咲的开车技术，看到她驾驶技术娴熟，才同意由她擔任司機。悠介用不同语言选拔剧中演员，但没人前來試鏡万尼亚此一角色，此時耕史受緋聞影響而人氣下滑，特意前來試鏡。最终由年纪轻轻的耕史飾演，这让许多人感到惊讶。
刚开始的排练非常糟糕，演员都不了解彼此的角色。演员问悠介每场戏的具体方向，悠介要他们僅僅復誦著台詞，跟着文本中寻找答案。耕史经常在下班后找悠介，对悠介选自己扮演这个角色感到好奇。悠介曾看到耕史在酒吧殴打拍他照片的顾客，又跟剧团里的一个年轻女演员鬼混，这些古怪行为让他十分担忧。美咲开车的时候对悠介录音带里音的声音好奇，问起她的事情，但悠介不愿意谈。美咲说她家人五年前在札幌的山崩事故中遇难。
一天深夜悠介和耕史坐车，说自己知道妻子音生前外遇的事情，但没有向妻子说什么，因為担心會失去她。耕史钦佩音的创作才华，又将音跟她说的一个故事分享给悠介，故事的结局是悠介不知道的。耕史离开后，美咲告訴悠介，就算悠介不相信耕史，至少耕史自己觉得是真的。不久后，警方到排练现场逮捕耕史，指控他把偷拍他照片的男子打死。剧场节目制作人问悠介是要取消演出，还是自己扮演万尼亚这个熟悉的角色，悠介说要几天时间考虑。
悠介让美咲开去她母親遇难的地方，两人来到一片废墟，这里曾是美咲儿时的家。美咲说她小时候经常被母亲虐待，所以灾难发生时没有抓住机会救母亲，为此后悔不已。悠介说自己也很后悔，如果能早点回家发现音，就可以及时拯救她的生命。两人相互安慰对方，认为生活还要继续。他们回到广岛，悠介接下万尼亚的角色，向在场观众献上热情洋溢的表演。
最後，美咲戴著口罩，出現在韩国的超市买东西。她回到停车场，进了悠介的车，车的后座有只狗在等她。之后她开车离去。

## 主要演員
- 西岛秀俊 饰 家福悠介
- 三浦透子 饰 渡里美咲
- 岡田將生 饰 高槻耕史
- 雾岛丽香 饰 家福音
- 朴有琳 飾 李有娜
- 陳對淵 飾 孔尹秀
- 袁子芸 饰 珍妮丝·张
- 安輝太 飾 柳宗義
- 佩瑞·迪總 飾 羅伊·盧西洛
- 安部聪子 饰 柚原

## 幕後人員
- 原著：村上春樹（短篇小說集《沒有女人的男人們》中收錄之短篇）
- 導演：濱口龍介
- 編劇：濱口龍介、大江崇允
- 配樂：石橋英子（日语：石橋英子）
- 攝影：四宮秀俊（日语：四宮秀俊）
- 剪輯：山崎梓
- 美術：徐賢先
- 音效：伊豆田廉明
- 造型：纐纈春樹
- 總製片：山本晃久
- 發行：BITTERS END
- 製作幹事：Culture Entertainment、BITTERS END
- 製作：ドライブ・マイ・カー製作委員會

## 制作花絮
虽然原作的背景设置在日本东京，导演滨口觉得在东京无法拍摄自由驾驶汽车的场景，将主要取景地改成韩国釜山。东京的取景完成后，2020年3月，2019冠状病毒病疫情爆发，韩国的取景也无法完成，拍摄中断。滨口于是修改剧本，将故事发生地改在广岛，认为当地符合国际戏剧节举办地的背景设定。另外，滨口在广岛勘景的时候，对中区吉岛的垃圾焚烧厂及中央环境工厂印象深刻，认为是个“感受到文化气息的小镇”。全片三分之二的场景在广岛取景。广岛的拍摄从2020年11月中旬开始，持续到12月上旬。
在片中的紅色三門掀背車是1986年式SAAB 900。原著小說中為黃色的SAAB 900敞篷車，但導演因拍攝時汽車能與風景相輝映等考量，而在劇本中改車色。
飾演女司機的三浦透子原本參加的是導演濱口另一部電影《偶然與想像》試鏡，但導演與三浦面談後決定飾演此片的司機一角。三浦當時完全不會開車，因為拍攝此片才考取駕駛執照。

## 媒體评价
影片在汇总媒体烂番茄上获得215条评论，得出97%的新鲜度，平均得分8.8/10。网站共识写道：“《在車上》用洋洋洒洒的篇幅讲述内容丰富、耐心寻味的剧情，当中包括自我接受和遗憾。”Metacritic收录42条评论，打出91/100的平均分，表示“普遍好评”。

## 發行
《在車上》於第74屆坎城影展全球首映，入選正式競賽單元角逐金棕櫚獎。日本於2021年8月20日正式首映。新加坡由光電影（Lighthouse Film）與The Projector發行，於2021年9月9日起上映。香港透過香港亞洲電影節於2021年10月30日首映，11月27日優先場放映，12月9日起公映。臺灣由東昊影業發行，於2021年12月25日起陸續舉辦搶先放映場次，並於2022年2月11日正式上映。2022年，朝日電視台購下此片在日本的電視播映權。

## 奖项
| 大奖名稱                             | 典礼日期       | 項目                         | 提名及获奖者                         | 赛果       | 参考                    |
| ------------------------------------ | -------------- | ---------------------------- | ------------------------------------ | ---------- | ----------------------- |
| 戛纳电影节                           | 2021年7月17日  | 金棕榈奖                     | 《驾驶我的车》                       | 提名       | [ 29 ] [ 30 ]           |
| 戛纳电影节                           | 2021年7月17日  | 最佳劇本                     | 濱口龍介、大江崇允                   | 獲獎       | [ 29 ] [ 30 ]           |
| 戛纳电影节                           | 2021年7月17日  | 費比西國際影評人獎           | 《驾驶我的车》                       | 獲獎       | [ 29 ] [ 30 ]           |
| 戛纳电影节                           | 2021年7月17日  | 天主教人道精神獎             | 《驾驶我的车》                       | 獲獎       | [ 29 ] [ 30 ]           |
| 亚太电影大奖                         | 2021年11月11日 | 最佳影片                     | 《驾驶我的车》                       | 獲獎       | [ 31 ]                  |
| 亚太电影大奖                         | 2021年11月11日 | 最佳导演                     | 濱口龍介                             | 提名       | [ 31 ]                  |
| 亚太电影大奖                         | 2021年11月11日 | 最佳男主角                   | 西岛秀俊                             | 提名       | [ 31 ]                  |
| 亚太电影大奖                         | 2021年11月11日 | 最佳剧本                     | 濱口龍介、大江崇允                   | 獲獎       | [ 31 ]                  |
| 哥譚獨立電影獎                       | 2021年11月29日 | 最佳国际电影                 | 《驾驶我的车》                       | 獲獎       | [ 32 ]                  |
| 紐約影評人協會獎                     | 2021年12月3日  | 最佳影片                     | 《驾驶我的车》                       | 獲獎       | [ 33 ]                  |
| 橫濱電影節                           | 2021年12月4日  | 年度日本電影十佳             | 《驾驶我的车》                       | 第三名     | [ 34 ]                  |
| 橫濱電影節                           | 2021年12月4日  | 最佳女配角賞                 | 三浦透子                             | 獲獎       | [ 34 ]                  |
| 亞特蘭大影評人協會獎                 | 2021年12月6日  | 十大電影                     | 《在車上》                           | 第六名     | [ 35 ]                  |
| 亞特蘭大影評人協會獎                 | 2021年12月6日  | 最佳國際劇情片               | 《在車上》                           | 獲獎       | [ 35 ]                  |
| 华盛顿特区影评人协会奖               | 2021年12月6日  | 最佳國際／外语片             | 《在車上》                           | 獲獎       | [ 36 ]                  |
| 波士頓線上影評人協會獎               | 2021年12月11日 | 年度十大電影                 | 《在車上》                           | 第四名     | [ 37 ]                  |
| 女性影評人協會獎                     | 2021年12月11日 | 最佳女性執掌或關於女性外語片 | 《在車上》                           | 獲獎       | [ 38 ]                  |
| 纽约在线影评人协会奖                 | 2021年12月12日 | 最佳外语片                   | 《在車上》                           | 獲獎       | [ 39 ]                  |
| 波士頓影評人協會獎                   | 2021年12月12日 | 最佳影片                     | 《在車上》                           | 獲獎       | [ 40 ] [ 41 ]           |
| 波士頓影評人協會獎                   | 2021年12月12日 | 最佳导演                     | 濱口龍介                             | 獲獎       | [ 40 ] [ 41 ]           |
| 波士頓影評人協會獎                   | 2021年12月12日 | 最佳男主角                   | 西岛秀俊                             | 獲獎       | [ 40 ] [ 41 ]           |
| 波士頓影評人協會獎                   | 2021年12月12日 | 最佳剧本                     | 濱口龍介、大江崇允                   | 獲獎       | [ 40 ] [ 41 ]           |
| 東南影評人協會獎                     | 2021年12月13日 | 十大電影                     | 《在車上》                           | 第八名     | [ 42 ]                  |
| 東南影評人協會獎                     | 2021年12月13日 | 最佳外語片                   | 《在車上》                           | 獲獎       | [ 42 ]                  |
| 芝加哥影评人协会奖                   | 2021年12月15日 | 最佳影片                     | 《在車上》                           | 提名       | [ 43 ]                  |
| 芝加哥影评人协会奖                   | 2021年12月15日 | 最佳导演                     | 濱口龍介                             | 提名       | [ 43 ]                  |
| 芝加哥影评人协会奖                   | 2021年12月15日 | 最佳男主角                   | 西岛秀俊                             | 提名       | [ 43 ]                  |
| 芝加哥影评人协会奖                   | 2021年12月15日 | 最佳改编剧本                 | 濱口龍介、村上春樹、大江崇允         | 提名       | [ 43 ]                  |
| 芝加哥影评人协会奖                   | 2021年12月15日 | 最佳剪辑                     | 山崎梓                               | 提名       | [ 43 ]                  |
| 芝加哥影评人协会奖                   | 2021年12月15日 | 最佳外語片                   | 《驾驶我的车》                       | 獲獎       | [ 43 ]                  |
| 波特蘭影評人協會獎                   | 2021年12月17日 | 最佳非英語電影               | 《驾驶我的车》                       | 提名       | [ 44 ]                  |
| 洛杉矶影评人协会奖                   | 2021年12月18日 | 最佳影片                     | 《驾驶我的车》                       | 獲獎       | [ 45 ]                  |
| 洛杉矶影评人协会奖                   | 2021年12月18日 | 最佳导演                     | 濱口龍介                             | 亚军       | [ 45 ]                  |
| 洛杉矶影评人协会奖                   | 2021年12月18日 | 最佳剧本                     | 濱口龍介、大江崇允                   | 獲獎       | [ 45 ]                  |
| 圣路易斯影评人协会奖                 | 2021年12月19日 | 最佳改编剧本                 | 濱口龍介、大江崇允                   | 提名       | [ 46 ] [ 47 ]           |
| 圣路易斯影评人协会奖                 | 2021年12月19日 | 最佳國際電影                 | 《驾驶我的车》                       | 獲獎       | [ 46 ] [ 47 ]           |
| 印第安納電影記者協會獎               | 2021年12月20日 | 最佳影片                     | 《驾驶我的车》                       | 亚军       | [ 48 ]                  |
| 印第安納電影記者協會獎               | 2021年12月20日 | 最佳外語片                   | 《驾驶我的车》                       | 獲獎       | [ 48 ]                  |
| 印第安納電影記者協會獎               | 2021年12月20日 | 最佳改編劇本                 | 濱口龍介、大江崇允                   | 獲獎       | [ 48 ]                  |
| 达拉斯—沃斯堡影评人协会奖            | 2021年12月20日 | 最佳外語片                   | 《驾驶我的车》                       | 獲獎       | [ 49 ] [ 50 ]           |
| 佛罗里达影评人协会奖                 | 2021年12月22日 | 最佳外語片                   | 《驾驶我的车》                       | 亚军       | [ 51 ] [ 52 ]           |
| 日刊體育電影大獎                     | 2021年12月28日 | 作品賞                       | 《驾驶我的车》                       | 獲獎       | [ 53 ] [ 54 ]           |
| 日刊體育電影大獎                     | 2021年12月28日 | 導演賞                       | 濱口龍介                             | 提名       | [ 53 ] [ 54 ]           |
| 日刊體育電影大獎                     | 2021年12月28日 | 主演男演員賞                 | 西島秀俊                             | 獲獎       | [ 53 ] [ 54 ]           |
| 日刊體育電影大獎                     | 2021年12月28日 | 配角男演員獎                 | 岡田將生                             | 提名       | [ 53 ] [ 54 ]           |
| 日刊體育電影大獎                     | 2021年12月28日 | 配角女演員獎                 | 三浦透子                             | 提名       | [ 53 ] [ 54 ]           |
| 大西紐約影評人協會獎                 | 2021年12月31日 | 最佳外語片                   | 《在車上》                           | 獲獎       | [ 55 ]                  |
| 討論電影影評人獎                     | 2022年1月4日   | 最佳國際劇情片               | 《在車上》                           | 亚军       | [ 56 ]                  |
| 北卡羅萊納州影評人協會獎             | 2022年1月5日   | 最佳敘事電影                 | 《在車上》                           | 提名       | [ 57 ]                  |
| 北卡羅萊納州影評人協會獎             | 2022年1月5日   | 最佳外語片                   | 《在車上》                           | 獲獎       | [ 57 ]                  |
| 北卡羅萊納州影評人協會獎             | 2022年1月5日   | 最佳改編劇本                 | 濱口龍介、大江崇允                   | 提名       | [ 57 ]                  |
| 奧克拉荷馬影評人協會獎               | 2022年1月5日   | 最佳外語片                   | 《在車上》                           | 獲獎       | [ 58 ]                  |
| 哥倫布影評人協會獎                   | 2022年1月6日   | 最佳外語片                   | 《在車上》                           | 獲獎       | [ 59 ] [ 60 ]           |
| 佛羅里達中部影評人協會獎             | 2022年1月7日   | 最佳國際電影                 | 《在車上》                           | 亚军       | [ 61 ]                  |
| 芝加哥獨立影評人獎                   | 2022年1月8日   | 最佳外語片                   | 《在車上》                           | 提名       | [ 62 ]                  |
| 芝加哥獨立影評人獎                   | 2022年1月8日   | 最佳改編劇本                 | 濱口龍介、大江崇允                   | 提名       | [ 62 ]                  |
| 國家影評人協會獎                     | 2022年1月9日   | 最佳影片                     | 《在車上》                           | 第一名     | [ 63 ] [ 64 ]           |
| 國家影評人協會獎                     | 2022年1月9日   | 最佳導演                     | 濱口龍介                             | 第一名     | [ 63 ] [ 64 ]           |
| 國家影評人協會獎                     | 2022年1月9日   | 最佳劇本                     | 濱口龍介、大江崇允                   | 第一名     | [ 63 ] [ 64 ]           |
| 國家影評人協會獎                     | 2022年1月9日   | 最佳男主角                   | 西島秀俊                             | 第一名     | [ 63 ] [ 64 ]           |
| 金球獎                               | 2022年1月9日   | 最佳外語片                   | 《驾驶我的车》                       | 獲獎       | [ 65 ]                  |
| 舊金山灣區影評人協會獎               | 2022年1月10日  | 最佳影片                     | 《驾驶我的车》                       | 提名       | [ 66 ]                  |
| 舊金山灣區影評人協會獎               | 2022年1月10日  | 最佳導演                     | 濱口龍介                             | 提名       | [ 66 ]                  |
| 舊金山灣區影評人協會獎               | 2022年1月10日  | 最佳改編劇本                 | 濱口龍介、大江崇允                   | 提名       | [ 66 ]                  |
| 舊金山灣區影評人協會獎               | 2022年1月10日  | 最佳男主角                   | 西島秀俊                             | 提名       | [ 66 ]                  |
| 舊金山灣區影評人協會獎               | 2022年1月10日  | 最佳國際電影                 | 《在車上》                           | 獲獎       | [ 66 ]                  |
| 聖地牙哥影評人協會獎                 | 2022年1月10日  | 最佳外語片                   | 《在車上》                           | 提名       | [ 67 ]                  |
| 奧斯汀影評人協會獎                   | 2022年1月11日  | 最佳導演                     | 濱口龍介                             | 提名       | [ 68 ] [ 69 ]           |
| 奧斯汀影評人協會獎                   | 2022年1月11日  | 最佳改編劇本                 | 濱口龍介、大江崇允                   | 獲獎       | [ 68 ] [ 69 ]           |
| 奧斯汀影評人協會獎                   | 2022年1月11日  | 最佳國際電影                 | 《在車上》                           | 獲獎       | [ 68 ] [ 69 ]           |
| 奧斯汀影評人協會獎                   | 2022年1月11日  | 年度十大電影                 | 《在車上》                           | 第五名     | [ 68 ] [ 69 ]           |
| 高崎電影節                           | 2022年1月14日  | 最優秀主演演員獎             | 西島秀俊                             | 獲獎       | [ 70 ]                  |
| 高崎電影節                           | 2022年1月14日  | 最優秀配角演員獎             | 三浦透子                             | 獲獎       | [ 70 ]                  |
| 高崎電影節                           | 2022年1月14日  | 最優秀配角演員獎             | 岡田將生                             | 獲獎       | [ 70 ]                  |
| 喬治亞影評人協會獎                   | 2022年1月14日  | 最佳改編劇本                 | 濱口龍介、大江崇允                   | 提名       | [ 71 ]                  |
| 喬治亞影評人協會獎                   | 2022年1月14日  | 最佳外語片                   | 《在車上》                           | 獲獎       | [ 71 ]                  |
| 夏威夷影評人協會獎                   | 2022年1月14日  | 最佳外語片                   | 《在車上》                           | 提名       | [ 72 ]                  |
| 堪薩斯城影評人協會 詹姆斯·魯岑希澤獎 | 2022年1月16日  | 最佳改編劇本                 | 濱口龍介、大江崇允                   | 亚军       | [ 73 ]                  |
| 堪薩斯城影評人協會 詹姆斯·魯岑希澤獎 | 2022年1月16日  | 最佳外語片                   | 《在車上》                           | 獲獎       | [ 73 ]                  |
| 西雅圖影評人協會                     | 2022年1月17日  | 年度最佳影片                 | 《在車上》                           | 獲獎       | [ 74 ] [ 75 ]           |
| 西雅圖影評人協會                     | 2022年1月17日  | 最佳導演                     | 濱口龍介                             | 獲獎       | [ 74 ] [ 75 ]           |
| 西雅圖影評人協會                     | 2022年1月17日  | 最佳劇本                     | 濱口龍介、大江崇允                   | 獲獎       | [ 74 ] [ 75 ]           |
| 西雅圖影評人協會                     | 2022年1月17日  | 最佳非英語電影               | 《在車上》（濱口龍介）               | 獲獎       | [ 74 ] [ 75 ]           |
| 西雅圖影評人協會                     | 2022年1月17日  | 最佳剪輯                     | 山崎梓                               | 提名       | [ 74 ] [ 75 ]           |
| 丹佛影評人協會獎                     | 2022年1月17日  | 最佳影片                     | 《在車上》                           | 提名       | [ 76 ]                  |
| 丹佛影評人協會獎                     | 2022年1月17日  | 最佳導演                     | 濱口龍介                             | 提名       | [ 76 ]                  |
| 丹佛影評人協會獎                     | 2022年1月17日  | 最佳改編劇本                 | 濱口龍介、大江崇允                   | 提名       | [ 76 ]                  |
| 丹佛影評人協會獎                     | 2022年1月17日  | 最佳外語片                   | 《在車上》                           | 獲獎       | [ 76 ]                  |
| 休士頓影評人協會獎                   | 2022年1月20日  | 最佳外語片                   | 《在車上》                           | 獲獎       | [ 77 ] [ 78 ]           |
| 每日電影獎                           | 2022年1月20日  | 日本電影大賞                 | 《在車上》                           | 獲獎       | [ 79 ] [ 80 ]           |
| 每日電影獎                           | 2022年1月20日  | 導演賞                       | 濱口龍介                             | 獲獎       | [ 79 ] [ 80 ]           |
| 每日電影獎                           | 2022年1月20日  | 腳本賞                       | 濱口龍介、大江崇允                   | 提名       | [ 79 ] [ 80 ]           |
| 每日電影獎                           | 2022年1月20日  | 男演員主演賞                 | 西島秀俊                             | 提名       | [ 79 ] [ 80 ]           |
| 每日電影獎                           | 2022年1月20日  | 男演員配角賞                 | 岡田將生                             | 提名       | [ 79 ] [ 80 ]           |
| 每日電影獎                           | 2022年1月20日  | 女演員配角賞                 | 三浦透子                             | 提名       | [ 79 ] [ 80 ]           |
| 每日電影獎                           | 2022年1月20日  | 攝影賞                       | 四宮秀俊                             | 提名       | [ 79 ] [ 80 ]           |
| 每日電影獎                           | 2022年1月20日  | 美術獎                       | 徐賢先                               | 提名       | [ 79 ] [ 80 ]           |
| 每日電影獎                           | 2022年1月20日  | 音樂賞                       | 石橋英子                             | 提名       | [ 79 ] [ 80 ]           |
| 每日電影獎                           | 2022年1月20日  | 錄音賞                       | 伊豆田廉明                           | 提名       | [ 79 ] [ 80 ]           |
| Gold House黃金名單                   | 2022年1月21日  | 最佳影片                     | 《在車上》                           | 獲獎       | [ 81 ]                  |
| Gold House黃金名單                   | 2022年1月21日  | 最佳導演獎                   | 濱口龍介                             | 榮譽提名獎 | [ 81 ]                  |
| Gold House黃金名單                   | 2022年1月21日  | 最佳男演員獎                 | 西島秀俊                             | 獲獎       | [ 81 ]                  |
| Gold House黃金名單                   | 2022年1月21日  | 最佳改編劇本獎               | 《在車上》                           | 獲獎       | [ 81 ]                  |
| 線上影評人協會獎                     | 2022年1月24日  | 最佳影片                     | 《在車上》                           | 第二名     | [ 82 ]                  |
| 線上影評人協會獎                     | 2022年1月24日  | 最佳導演                     | 濱口龍介                             | 提名       | [ 82 ]                  |
| 線上影評人協會獎                     | 2022年1月24日  | 最佳男主角                   | 西島秀俊                             | 提名       | [ 82 ]                  |
| 線上影評人協會獎                     | 2022年1月24日  | 最佳改編劇本                 | 濱口龍介、大江崇允                   | 提名       | [ 82 ]                  |
| 線上影評人協會獎                     | 2022年1月24日  | 最佳非英語電影               | 《在車上》                           | 獲獎       | [ 82 ]                  |
| 音樂之城影評人協會獎                 | 2022年1月25日  | 最佳外語片                   | 《在車上》                           | 獲獎       | [ 83 ]                  |
| 女性电影记者联盟艾達獎               | 2022年1月25日  | 最佳非英語電影               | 《在車上》                           | 獲獎       | [ 84 ] [ 85 ]           |
| 電影旬報獎                           | 2022年2月2日   | 日本電影                     | 《在車上》                           | 第一名     | [ 86 ] [ 87 ]           |
| 電影旬報獎                           | 2022年2月2日   | 日本電影導演賞               | 濱口龍介                             | 獲獎       | [ 86 ] [ 87 ]           |
| 電影旬報獎                           | 2022年2月2日   | 日本電影腳本賞               | 濱口龍介、大江崇允                   | 獲獎       | [ 86 ] [ 87 ]           |
| 電影旬報獎                           | 2022年2月2日   | 配角女演員賞                 | 三浦透子                             | 獲獎       | [ 86 ] [ 87 ]           |
| 電影旬報獎                           | 2022年2月2日   | 讀者選出日本電影導演賞       | 濱口龍介                             | 獲獎       | [ 86 ] [ 87 ]           |
| 大阪電影節                           | 2022年2月4日   | 日本電影最佳作品賞           | 《驾驶我的车》                       | 第一名     | [ 88 ]                  |
| 大阪電影節                           | 2022年2月4日   | 日本電影腳本賞               | 濱口龍介、大江崇允                   | 獲獎       | [ 88 ]                  |
| 大阪電影節                           | 2022年2月4日   | 日本電影攝影賞               | 四宮秀俊                             | 提名       | [ 88 ]                  |
| 大阪電影節                           | 2022年2月4日   | 日本電影音樂賞               | 石橋英子                             | 提名       | [ 88 ]                  |
| 伦敦影评人协会奖                     | 2022年2月6日   | 年度电影                     | 《驾驶我的车》                       | 提名       | [ 89 ] [ 90 ] [ 91 ]    |
| 伦敦影评人协会奖                     | 2022年2月6日   | 年度导演                     | 濱口龍介                             | 提名       | [ 89 ] [ 90 ] [ 91 ]    |
| 伦敦影评人协会奖                     | 2022年2月6日   | 年度编剧                     | 濱口龍介、大江崇允                   | 獲獎       | [ 89 ] [ 90 ] [ 91 ]    |
| 伦敦影评人协会奖                     | 2022年2月6日   | 年度外语片                   | 《驾驶我的车》                       | 獲獎       | [ 89 ] [ 90 ] [ 91 ]    |
| 國際電影愛好者協會獎                 | 2022年2月6日   | 最佳影片                     | 《驾驶我的车》                       | 亚军       | [ 92 ]                  |
| 國際電影愛好者協會獎                 | 2022年2月6日   | 最佳導演                     | 濱口龍介                             | 提名       | [ 92 ]                  |
| 國際電影愛好者協會獎                 | 2022年2月6日   | 最佳男主角                   | 西島秀俊                             | 提名       | [ 92 ]                  |
| 國際電影愛好者協會獎                 | 2022年2月6日   | 最佳女配角                   | 三浦透子                             | 提名       | [ 92 ]                  |
| 國際電影愛好者協會獎                 | 2022年2月6日   | 最佳女配角                   | 朴有琳                               | 提名       | [ 92 ]                  |
| 國際電影愛好者協會獎                 | 2022年2月6日   | 最佳整體演出                 | 《在車上》                           | 亚军       | [ 92 ]                  |
| 國際電影愛好者協會獎                 | 2022年2月6日   | 最佳改編劇本                 | 濱口龍介、大江崇允                   | 獲獎       | [ 92 ]                  |
| 藍絲帶電影獎                         | 2022年2月23日  | 作品賞                       | 《驾驶我的车》                       | 提名       | [ 93 ] [ 94 ]           |
| 藍絲帶電影獎                         | 2022年2月23日  | 主演男演員賞                 | 西島秀俊                             | 提名       | [ 93 ] [ 94 ]           |
| 藍絲帶電影獎                         | 2022年2月23日  | 配角男演員賞                 | 岡田將生                             | 提名       | [ 93 ] [ 94 ]           |
| 藍絲帶電影獎                         | 2022年2月23日  | 配角女演員賞                 | 三浦透子                             | 獲獎       | [ 93 ] [ 94 ]           |
| 藍絲帶電影獎                         | 2022年2月23日  | 導演賞                       | 濱口龍介                             | 提名       | [ 93 ] [ 94 ]           |
| 好萊塢影評人協會電影獎               | 2022年2月28日  | 最佳國際電影                 | 《在車上》                           | 獲獎       | [ 95 ]                  |
| 國際影評人協會獎                     | 2022年3月1日   | 最佳影片                     | 《在車上》                           | 季軍       | [ 96 ] [ 97 ]           |
| 國際影評人協會獎                     | 2022年3月1日   | 最佳導演                     | 濱口龍介                             | 提名       | [ 96 ] [ 97 ]           |
| 國際影評人協會獎                     | 2022年3月1日   | 最佳男主角                   | 西島秀俊                             | 提名       | [ 96 ] [ 97 ]           |
| 國際影評人協會獎                     | 2022年3月1日   | 最佳改編劇本                 | 濱口龍介、大江崇允                   | 獲獎       | [ 96 ] [ 97 ]           |
| 國際影評人協會獎                     | 2022年3月1日   | 最佳剪輯                     | 山崎梓                               | 提名       | [ 96 ] [ 97 ]           |
| 國際影評人協會獎                     | 2022年3月1日   | 身軀貢獻                     | 濱口龍介                             | 提名       | [ 96 ] [ 97 ]           |
| 國際影評人協會獎                     | 2022年3月1日   | 超越（一英尺）障礙           | 《在車上》（濱口龍介）               | 獲獎       | [ 96 ] [ 97 ]           |
| 國際影評人協會獎                     | 2022年3月1日   | 最佳整體演出                 | 《在車上》                           | 提名       | [ 96 ] [ 97 ]           |
| 澳洲影視藝術學院獎                   | 2022年3月3日   | 最佳亞洲電影                 | 《在車上》                           | 獲獎       | [ 98 ] [ 99 ]           |
| 獨立精神獎                           | 2022年3月6日   | 最佳外國影片                 | 《驾驶我的车》（濱口龍介）           | 獲獎       | [ 100 ] [ 101 ] [ 102 ] |
| 拉美裔娛樂記者協會電影獎             | 2022年3月6日   | 最佳非英語電影               | 《在車上》                           | 提名       | [ 103 ]                 |
| 拉美裔娛樂記者協會電影獎             | 2022年3月6日   | 最佳改編劇本                 | 濱口龍介、大江崇允                   | 提名       | [ 103 ]                 |
| 線上電影與電視協會                   | 2022年3月6日   | 最佳影片                     | 《在車上》                           | 第五名     | [ 104 ]                 |
| 線上電影與電視協會                   | 2022年3月6日   | 最佳改編劇本                 | 濱口龍介、大江崇允                   | 亚军       | [ 104 ]                 |
| 線上電影與電視協會                   | 2022年3月6日   | 最佳外語片                   | 《在車上》                           | 獲獎       | [ 104 ]                 |
| 明尼蘇達州影評人聯盟                 | 2022年3月6日   | 最佳導演                     | 濱口龍介                             | 提名       | [ 105 ]                 |
| 多倫多影評人協會獎                   | 2022年3月7日   | 最佳影片                     | 《在車上》                           | 獲獎       | [ 106 ]                 |
| 多倫多影評人協會獎                   | 2022年3月7日   | 最佳導演                     | 濱口龍介                             | 亚军       | [ 106 ]                 |
| 多倫多影評人協會獎                   | 2022年3月7日   | 最佳劇本                     | 濱口龍介、大江崇允                   | 獲獎       | [ 106 ]                 |
| 多倫多影評人協會獎                   | 2022年3月7日   | 最佳國際劇情片               | 《在車上》                           | 獲獎       | [ 106 ]                 |
| 日本電影學院獎                       | 2022年3月11日  | 最優秀作品賞                 | 《在車上》                           | 獲獎       | [ 107 ]                 |
| 日本電影學院獎                       | 2022年3月11日  | 最優秀導演賞                 | 濱口龍介                             | 獲獎       | [ 107 ]                 |
| 日本電影學院獎                       | 2022年3月11日  | 最優秀腳本賞                 | 濱口龍介、大江崇允                   | 獲獎       | [ 107 ]                 |
| 日本電影學院獎                       | 2022年3月11日  | 最優秀主演男優賞             | 西島秀俊                             | 獲獎       | [ 107 ]                 |
| 日本電影學院獎                       | 2022年3月11日  | 最優秀攝影賞                 | 四宮秀俊                             | 獲獎       | [ 107 ]                 |
| 日本電影學院獎                       | 2022年3月11日  | 最優秀照明賞                 | 高井大樹                             | 獲獎       | [ 107 ]                 |
| 日本電影學院獎                       | 2022年3月11日  | 最優秀錄音賞                 | 伊豆田廉明（錄音）、野村美稀（整音） | 獲獎       | [ 107 ]                 |
| 日本電影學院獎                       | 2022年3月11日  | 最優秀編集賞                 | 山崎梓                               | 獲獎       | [ 107 ]                 |
| 日本電影學院獎                       | 2022年3月11日  | 新人賞                       | 三浦透子                             | 獲獎       | [ 107 ]                 |
| 英國電影學院獎                       | 2022年3月13日  | 最佳非英語電影               | 《在車上》（濱口龍介、山本晃久）     | 獲獎       | [ 108 ] [ 109 ] [ 110 ] |
| 英國電影學院獎                       | 2022年3月13日  | 最佳導演                     | 濱口龍介                             | 提名       | [ 108 ] [ 109 ] [ 110 ] |
| 英國電影學院獎                       | 2022年3月13日  | 最佳改編劇本                 | 濱口龍介、大江崇允                   | 提名       | [ 108 ] [ 109 ] [ 110 ] |
| 评论家选择电影奖                     | 2022年3月13日  | 最佳外語片                   | 《在車上》                           | 獲獎       | [ 111 ] [ 112 ]         |
| 道林獎                               | 2022年3月17日  | 最佳電影                     | 《在車上》                           | 提名       | [ 113 ] [ 114 ] [ 115 ] |
| 道林獎                               | 2022年3月17日  | 最佳非英語電影               | 《在車上》                           | 獲獎       | [ 113 ] [ 114 ] [ 115 ] |
| 道林獎                               | 2022年3月17日  | 最佳導演                     | 濱口龍介                             | 提名       | [ 113 ] [ 114 ] [ 115 ] |
| 道林獎                               | 2022年3月17日  | 最佳劇本                     | 濱口龍介、大江崇允（改編）           | 提名       | [ 113 ] [ 114 ] [ 115 ] |
| 美國退休人員協會成人電影獎           | 2022年3月18日  | 最佳外語片                   | 《在車上》                           | 提名       | [ 116 ]                 |
| 奧斯卡金像獎                         | 2022年3月27日  | 最佳影片                     | 《驾驶我的车》（山本晃久）           | 提名       | [ 117 ] [ 118 ] [ 119 ] |
| 奧斯卡金像獎                         | 2022年3月27日  | 最佳導演                     | 濱口龍介                             | 提名       | [ 117 ] [ 118 ] [ 119 ] |
| 奧斯卡金像獎                         | 2022年3月27日  | 最佳改編劇本                 | 濱口龍介、大江崇允                   | 提名       | [ 117 ] [ 118 ] [ 119 ] |
| 奧斯卡金像獎                         | 2022年3月27日  | 最佳國際影片                 | 《驾驶我的车》                       | 獲獎       | [ 117 ] [ 118 ] [ 119 ] |
| 衛星獎                               | 2022年4月2日   | 最佳國際影片                 | 《驾驶我的车》                       | 獲獎       | [ 120 ]                 |
| 國際外景製片工會獎                   | 2022年8月27日  | 當代電影最佳外景             | 《驾驶我的车》                       | 提名       | [ 121 ] [ 122 ]         |
| 亞洲電影大獎                         | 2023年3月12日  | 最佳電影                     | 《驾驶我的车》                       | 獲獎       | [ 123 ] [ 124 ]         |
| 亞洲電影大獎                         | 2023年3月12日  | 最佳導演                     | 濱口龍介                             | 提名       | [ 123 ] [ 124 ]         |
| 亞洲電影大獎                         | 2023年3月12日  | 最佳男主角                   | 西島秀俊                             | 提名       | [ 123 ] [ 124 ]         |
| 亞洲電影大獎                         | 2023年3月12日  | 最佳男配角                   | 岡田將生                             | 提名       | [ 123 ] [ 124 ]         |
| 亞洲電影大獎                         | 2023年3月12日  | 最佳編劇                     | 濱口龍介、大江崇允                   | 提名       | [ 123 ] [ 124 ]         |
| 亞洲電影大獎                         | 2023年3月12日  | 最佳剪接                     | 山崎梓                               | 獲獎       | [ 123 ] [ 124 ]         |
| 亞洲電影大獎                         | 2023年3月12日  | 最佳原創音樂                 | 石橋英子                             | 獲獎       | [ 123 ] [ 124 ]         |
| 亞洲電影大獎                         | 2023年3月12日  | 最佳音響                     | 野村美紀、大保達哉                   | 提名       | [ 123 ] [ 124 ]         |

## 另見條目
- 第94屆奥斯卡最佳國際影片角逐名單
- 日本電影提名奧斯卡最佳國際影片獎競賽列表